# Нахаш
Нахаш (Наас) (*д/н — бл. 1000/990 до н. е.) — 1-й цар Аммону в 1030/1020—1000/990 роках до н. е. Більшість відомостей міститься в Біблії, де відзначається його жорстокість.

## Життєпис
Походив з роду вождів аммонитян. Зумів об'єднати усі родинні племена, створивши власне царство Аммон. Став засновником династії царів.
Розпочав війни проти зайорданських ізраїльських племен — Гад й Рувім, частина з яких підкорилася, частина втекла до міста-фортеці Іавіс в Галааді. Нахаш взяв в облогу це місто, але зрештою у битві біля Безеку зазнав поразки від ізраїльського царя Саула.
В подальшому ймовірно допомагав Давиду у боротьбі проти Саула, сподіваючись тим самим послабити Ізраїльське царство. Помер між 1000 та 990 роками до н. е. Йому спадкував син Ганун.